# Rodrigo Cabral
Rodrigo Ezequiel Cabral (Mercedes, 8 agosto 2000) è un calciatore argentino, centrocampista dell'Huracán.

## Caratteristiche tecniche
È un esterno destro.

## Carriera
Cresciuto nel settore giovanile dell'Huracán, debutta in prima squadra il 29 settembre 2019 in occasione dell'incontro di Primera División pareggiato 0-0 contro l'Atl. Tucumán.
Nel 2023 ha giocato in prestito all'Argentinos Juniors, con cui ha messo a segno una rete in 20 presenze nella prima divisione argentina.

## Statistiche

### Presenze e reti nei club
Statistiche aggiornate al 9 maggio 2025.
| Stagione        | Squadra            | Campionato      | Campionato | Campionato | Coppe nazionali | Coppe nazionali | Coppe nazionali | Coppe continentali | Coppe continentali | Coppe continentali | Altre coppe | Altre coppe | Altre coppe | Totale | Totale |
| Stagione        | Squadra            | Comp            | Pres       | Reti       | Comp            | Pres            | Reti            | Comp               | Pres               | Reti               | Comp        | Pres        | Reti        | Pres   | Reti   |
| --------------- | ------------------ | --------------- | ---------- | ---------- | --------------- | --------------- | --------------- | ------------------ | ------------------ | ------------------ | ----------- | ----------- | ----------- | ------ | ------ |
| 2019-2020       | Huracán            | PD              | 2          | 0          | CA+CM           | 0+2             | 0               | CS                 | 0                  | 0                  | -           | -           | -           | 4      | 0      |
| 2021            | Huracán            | PD              | 20         | 1          | CA+CdL          | 0               | 0               | -                  | -                  | -                  | -           | -           | -           | 20     | 1      |
| 2022            | Huracán            | PD              | 22         | 1          | CA+CdL          | 1+14            | 0               | -                  | -                  | -                  | -           | -           | -           | 37     | 1      |
| 2023            | Argentinos Juniors | PD              | 20         | 1          | CA+CdL          | 2+3             | 0               | CL                 | 2                  | 0                  | -           | -           | -           | 27     | 1      |
| 2024            | Huracán            | PD              | 24         | 2          | CA+CdL          | 3+6             | 0               | -                  | -                  | -                  | -           | -           | -           | 33     | 2      |
| 2025            | Huracán            | PD              | 9          | 1          | CA              | 0               | 0               | CS                 | 4                  | 1                  | -           | -           | -           | 13     | 2      |
| Totale Huracán  | Totale Huracán     | Totale Huracán  | 77         | 5          |                 | 26              | 0               |                    | 4                  | 1                  |             | -           | -           | 107    | 6      |
| Totale carriera | Totale carriera    | Totale carriera | 97         | 6          |                 | 31              | 0               |                    | 6                  | 1                  |             | -           | -           | 134    | 7      |